# Tri âm The Movie: Người giữ thời gian
Tri âm The Movie: Người giữ thời gian là một bộ phim tài liệu âm nhạc của nữ ca sĩ, nhạc sĩ người Việt Nam Mỹ Tâm kể về liveshow Tri Âm của cô được diễn ra tại Hà Nội và thành phố Hồ Chí Minh trong năm 2022 với sự quy tụ của gần 60.000 khán giả. Đây cũng là bộ phim tài liệu đầu tiên của cô và đồng thời vượt qua Sky Tour của Sơn Tùng M-TP để trở thành bộ phim tài liệu âm nhạc Việt Nam có doanh thu cao nhất lịch sử phòng vé nước này. Bộ phim đã được khởi chiếu vào ngày 8 tháng 4 năm 2023 tại Việt Nam và rút khỏi rạp sau 9 ngày khởi chiếu sau khi mang về hơn 12 tỷ đồng.

## Bối cảnh
Vào năm 2021, chuỗi liveshow Tri âm nhằm kỷ niệm 20 năm sự nghiệp âm nhạc của nữ ca sĩ Mỹ Tâm đã được lên kế hoạch tổ chức lần lượt tại thành phố Hồ Chí Minh vào 25 tháng 4 tại sân vận động Phú Thọ (trước đó theo dự kiến là sân vận động Quân khu 7) và vào ngày 1 tháng 5 tại sân vận động Quốc gia Mỹ Đình ở Hà Nội, tuy nhiên, sau đó đêm diễn tại Hà Nội đã phải hủy bỏ do ảnh hưởng từ làn sóng mới của đại dịch COVID-19 tại Việt Nam. Đến ngày 5 tháng 11 năm 2022, liveshow Tri âm thứ hai của nữ ca sĩ Mỹ Tâm mới được tổ chức trở lại tại Hà Nội với sự tham gia của 30.000 khán giả. Tương tự ở liveshow trước, nữ ca sĩ cũng quỳ gối nhằm cảm tạ người hâm mộ vì đã ủng hộ. Đây cũng chính là vị trí mà 18 năm trước liveshow âm nhạc đầu tiên của cô được tổ chức. Riêng, liveshow Tri âm của nữ ca sĩ tại Hà Nội được xem là đêm diễn có số lượng khán giả đông nhất tại sân vận động Quốc gia Mỹ Đình.
Vào hôm 8 tháng 3 năm 2023, ê-kíp của nữ ca sĩ Mỹ Tâm đã chính thức công bố áp phích cho bộ phim tài liệu âm nhạc đầu tay của mình có tên đầy đủ Tri âm The Movie: Người giữ thời gian. Bộ phim được lên lịch khởi chiếu vào ngày 9 tháng 3 năm 2023 tại Việt Nam. Bộ phim được thực hiện trong hai năm và đồng thời cũng là khoảng thời gian mà nữ ca sĩ chuẩn bị cho hai đêm diễn tại hai đầu cầu của Việt Nam. Phim kéo dài 106 phút với hai phần lần lượt là hai địa điểm tổ chức liveshow.

## Đón nhận

### Doanh thu
Theo Box Office Việt Nam, trong ngày đầu tiên công chiếu bộ phim đã mang về xấp xỉ 1 tỷ đồng và sau 3 ngày công chiếu là 3 tỷ đồng. Sau một tuần công chiếu, bộ phim đã cán mốc 11,5 tỷ đồng với khoảng 110.000 khán giả đến rạp. Đồng thời, bộ phim cũng vượt qua Sky Tour của Sơn Tùng M-TP để trở thành phim tài liệu âm nhạc Việt Nam có doanh thu cao nhất tại nước này. Tuy nhiên, đến ngày thứ 9 thì bộ phim đã bị rút khỏi rạp chiếu theo phía yêu cầu của nữ nghệ sĩ vì theo dự định chỉ chiếu một tuần. Theo phía ê-kíp xác nhận, toàn bộ lợi nhuận của bộ phim sẽ được cô sử dụng làm từ thiện.

### Đánh giá
Chia sẻ với Dân Trí, nhà phê bình Nguyễn Phong Việt đã gọi đây là "phim tài liệu âm nhạc về nghệ sĩ tốt nhất ở Việt Nam từ trước tới giờ". VnExpress đã dẫn lời của đạo diễn Lý Hải, "xem phim, tôi càng yêu Mỹ Tâm hơn vì những khoảnh khắc như thế". Nhà báo Mai Nhật của tờ báo này cũng đã ca ngợi bộ phim khi thành công trong việc kể về hành trình, tâm tư của nữ ca sĩ ở phía sau sân khấu và hành trình vượt qua bối cảnh dịch bệnh phức tạp để tổ chức đêm nhạc kỷ niệm 20 năm sự nghiệp của mình. Tuy nhiên, nhà báo cũng cho rằng nửa sau của bộ phim "tạo cảm giác nhàm chán" do "kết cấu phim bị lặp lại". Vi Đinh của Thời báo Văn học nghệ thuật đã cho bộ phim 9/10 điểm, ca ngợi bộ phim "bùng nổ cảm xúc, chạm đến trái tim người xem". Chia sẻ với Thanh Niên, đạo diễn Nguyễn Quang Dũng đã ca ngợi phim mặc dù kể về cái nghề nhưng vẫn đủ mọi thăng trầm cảm xúc, cũng như mang nhiều giá trị. Anh cho đây "là phim thư viện các trường có ngành văn hóa nghệ thuật nên có".